# Henri Bischoff
Pour les articles homonymes, voir Bischoff.
Ne doit pas être confondu avec Henry Bischoff.
 (juin 2017).
Si vous disposez d'ouvrages ou d'articles de référence ou si vous connaissez des sites web de qualité traitant du thème abordé ici, merci de compléter l'article en donnant les références utiles à sa vérifiabilité et en les liant à la section « Notes et références ».
Henri Bischoff, né le 15 juillet 1869 à Strasbourg et mort le 23 avril 1949 dans la même ville, est un artiste peintre et sculpteur français.

## Biographie
Henri Bischoff suit une formation de sculpteur sur bois dans l'atelier strasbourgeois de Louis Boeshens avant de poursuivre ses études à l'académie des beaux-arts de Munich (Pr. Rümann) et à Paris jusqu'à  son installation à Strasbourg (19 rue de Molsheim ) en 1897. Membre du Kunschthafe,  Henri Bischoff  est mort le 23 avril 1949 à Strasbourg.

## Expositions
Henri Bischoff expose ses aquarelles et sculptures à Strasbourg, au second salon des artistes strasbourgeois en 1903 au palais Rohan, avec Anton Dieffenbach, Lucien Blumer, Théodore Haas, Léon Honecker, Karl Jordan (peintre historique 1863-?), Neukirch, Georges Ritleng, Léo Schnug, Gustave Stosskopf, Tanconville, à la société des amis des arts (Gesellschaft für Kunstfreunde, présidée par Georges Ritleng) en 1886, 1895, 1901, 1904, à l'exposition l'art en Alsace en 1922 à l'orangerie, à l'exposition les artistes vivants de l'Est de la France au palais du Rhin, à Paris en 1932 L'Alsace vue par les artistes avec Théodore Haas, Galerie Bûcheron.